# Spelaeornis badeigularis
Spelaeornis badeigularis là một loài chim trong họ Timaliidae.